# RIT2
RIT2‏ (Ras like without CAAX 2) هوَ بروتين يُشَفر بواسطة جين RIT2 في الإنسان.